# Lava Records
Lava Records a été créé en 1995 par Jason Flom, qui commença sa carrière chez Atlantic Records.
Lava Records est une branche de Atlantic Records, elle-même acquise par Warner Bros en 1967. C'était une branche de Warner Music Group une division de Time Warner.
Depuis 2010, le label est distribué par Universal Republic Group.

## Artistes

### DistributionAtlantic RecordsetWEA
- Blue Man Group
- Cold
- The Corrs
- Embrace
- Willa Ford
- Kid Rock
- Matchbox Twenty
- Edwin McCain
- Porcupine Tree
- Simple Plan
- Jill Sobule
- Uncle Kracker
- Vanessa Williams
- The Warning

### DistributionUniversal Republic
- Jessie J
- The Royal Concept